# Rasna (gmina Požega)
Rasna (cyr. Расна) – wieś w Serbii, w okręgu zlatiborskim, w gminie Požega. W 2011 roku liczyła 995 mieszkańców.